# عبد المحسن البلادي
عبد المحسن حمد البلادي (مواليد 26 أبريل 1995) هو لاعب كرة قدم سعودي.
لعب سابقاً في نادي الرياض ونادي جبة ونادي البطين.